# ریویا اودا
ریویا اودا (انگلیسی: Ryoya Ueda؛ زادهٔ ۲ مهٔ ۱۹۸۹) بازیکن فوتبال اهل ژاپن است.